# 弗朗索瓦·雷梅特
弗朗索瓦·雷梅特（1928年8月9日—2022年9月30日）是一名法國前職業足球運動員，司職龍門。雷梅特是1954年世界盃法國隊中最後倖存的成員。
雷梅特於2022年9月30日在斯特拉斯堡去世，享年94歲。

## 國際賽生涯
雷梅特代表法國隊參加1954年（他自2017年以來最後一位在世的球員）和1958年的世界盃決賽週。1958年瑞典世界盃期間，雷梅特在兩場比賽中上陣，對巴拉圭和南斯拉夫。雷梅特並沒有參加法國獲得季軍的最後一場比賽。雷梅特最後一次入選法國隊是在1959年。

## 外部鏈接
- François REMETTER （页面存档备份，存于）於法國足球總會（法語）
- 法国足球协会上的 弗朗索瓦·雷梅特 （法文） 存档于webarchive.org.
- Player bio at the official web site of the French Football Federation （法語）
- Profile at racingstub.com （页面存档备份，存于）
- Profile at FC Metz